# Прапор Баловного
Пра́пор Ба́ловного затверджений 30 липня 2009 р. рішенням № 13 XXII сесії Баловненської сільської ради.

## Опис
Прямокутне полотнище із співвідношенням сторін 2:3, від древка йде вертикальна червона смуга (завширшки в 1/3 довжини прапора), на якій посередині жовтий лапчастий хрест; з вільного краю — три рівноширокі горизонтальні смуги — зелена, синя та зелена.

## Значення символів
Жовтий хрест — традиційний козацький символ, який підтверджує заснування села запорожцями в XVIII ст. Хрест є елементом символіки з прапора 1804 р. Синя смуга нагадує про річку Південний Буг, на березі якого виникло село.
Автор — І. Д. Янушкевич.